# طرف الظهرة (حزم العدين)

تعديل مصدري - تعديل

طرف الظهرة محلة تابعة لقرية الجعم، التابعة لعزلة الاجعوم بمديرية حزم العدين إحدى مديريات محافظة إب في الجمهورية اليمنية، بلغ تعداد سكانها 41 حسب تعداد اليمن لعام 2004.